# Donetsk
Donetsk (ukrainsk: Донецьк ukrainsk udtale: [doˈnɛt͡sʲk], tr. Donetsk, russisk: Донецк, russisk udtale: [dɐˈnʲɛtsk], tr. Donetsk; tidligere navne: Aleksandrovka, Yuzovka, Stalino). Donétsk er en industriby i det østlige Ukraine ved floden Kalmius. Byen er formelt set hovedstad i Donetsk oblast (der dog i praksis administreres fra Kramatorsk) og historisk den uofficielle hovedstad og største by i den store økonomiske og kulturelle region, Donbækkenet. Byen Donetsk er er naboby til Makiivka og sammen med andre omkringliggende byer danner de et stort spredt byområde. Donetsk er et stor økonomisk, industrielt og videnskabeligt center i Ukraine med en høj koncentration af virksomheder og en veluddannet arbejdsstyrke.

## Historie
Donetsk blev grundlagt i 1869, da den walisiske forretningsmand John Hughes byggede et stålværk og flere kulminer i den sydlige del af det Russiske Kejserrige ved Oleksandrivka (ukrainsk: Олександрівка). Byen fik oprindeligt navnet Hughesovka (russisk: Юзовка; ukrainsk: Юзівка). I begyndelsen af 1900-tallet havde Hughesovka omkring 50.000 indbyggere, og fik bystatus i 1917. Den centrale bydel "Hughezovka" er opkaldt efter den engelske koloni, og bydelens britiske oprindelse afspejles i dens planlægning og arkitektur.

### I det uafhængige Ukraine
Ved præsidentvalget i 2004 stemte flertallet i Donetsk for Viktor Janukovitj, som blev udråbt som vinder af valget af den centrale valgkommission. Valget blev senere underkendt af retten. Ved omvalget blev Janukovitj taber af valget. Under det ukrainske parlamentsvalg i 2006 fik det Janukovitj-ledede parti, Regionernes Parti, flest stemmer i Donetsk oblast.
Efter Euromajdan, og påvirket af Krims statsråds bebudede folkeafstemning om Krims fremtid, stemte oblast-rådet i Donetsk for at gennemføre en folkeafstemning om oblastens fremtid. Den 3. marts stormede en række mennesker Donetsk oblasts administrationsbygning, flagede med russiske flag og råbte "Rusland" og "Berkut er helte!". Politiet gjorde ikke modstand. Senere på ugen fordømte myndighederne i Donetsk folkeafstemningen om oblastens status, og politiet generobrede administrationsbygningen.
Den 7. april 2014 overtog pro-russiske aktivister atter kontrollen med Donetsks regeringsbygning, erklærede Donetsks uafhængighed af Ukraine i form af Folkerepublikken Donetsk, og anmodede Rusland om at sende tropper for at beskytte dem mod Ukraines regering. Den 30. september 2022 underskrev Ruslands præsident Vladimir Putin et dekret, der hævdede at annektere fire regioner i det sydlige og østlige Ukraine, herunder Donetsk oblast, i Den Russiske Føderation. Denne annektering anses af det globale samfund som et brud på international lov.

## Geografi og klima
Donetsk ligger i Ukraines steppelandskab, omgivet af spredte skove, bakker, floder og søer. Det nordlige opland anvendes hovedsageligt til landbrug. Kalmiusfloden forbinder byen med det Azovske Hav 95 km mod syd, der er et populært rekreativt område for indbyggerne i Donetsk. Et bredt bælte af landbrugsjord omgiver byen.
Byen strækker sig 28 km fra nord til syd og 55 km fra øst til vest. Der er 2 nærliggende vandreservoirer: Nizjnokalmiusk reservoiret (60 ha), og Donetsk sø (206 ha). Ud over Kalmius løber 4 mindre floder gennem Donetsk, blandt andet Asmolivka (13 km), Tjerepasjkina (23 km) og Bakhmutka. Byen har mere end 100 slaggebjerge, der er efterladenskaber efter den intensive minedrift i området.
Donetsk klima er moderat fastlandsklima (Køppen: Dfb). De gennemsnitlige temperaturer er -4 °C i januar og 22 °C i juli. Det gennemsnitlige antal dage med nedbør om året er 162 dage med op til 556 millimeter om året.

## Demografi
Donetsk har en befolkning på over 950.000(2013) og et storbyområde med over 2.000.000(2011) indbyggere. Byen er den femtestørste i Ukraine.
Ifølge folketællingen i 2001 er 56,9% af indbyggerne i Donetsk oblast ukrainerne mens 38,2% er russere.

### Nationale sammensætning
Den nationale sammensætning i Donetsk by adskiller sig væsentligt fra sammensætningen i oblasten.
Tal ifølge den ukrainske folktælling fra 2001:
| # | Nationalitet    | antal     | (%)    |
| - | --------------- | --------- | ------ |
| 1 | Russere         | 493.392   | 48,15  |
| 2 | Ukrainere       | 478.041   | 46,65  |
| 3 | Hviderussere    | 11098     | 1,15   |
| 4 | Grækere         | 11.015    | 0,99   |
| 5 | Jøder           | 5.087     | 0,50   |
| 6 | Tatarer         | 4.987     | 0,49   |
| 7 | Armeniere       | 4.050     | 0,40   |
| 8 | Aserbajdsjanere | 2.098     | 0,20   |
| 9 | Georgiere       | 2.073     | 0,20   |
|   | andre           | 13.001    | 1,27   |
|   | I alt           | 1.024.678 | 100,00 |

Det russiske sprog er dominerende i Donbas, selv etniske ukrainere anser russisk som deres første sprog.
Mens de fleste indbyggere i det centrale og vestlige Ukraine taler ukrainsk, er flertallet af beboerne i Donetsk russisktalende ukrainere eller russere.
Indbyggernes modersmål i Donetsk ifølge den ukrainske folktælling fra 2001:
- Russisk 87.8%
- Ukrainsk 11,1%
- Armensk 0,1%
- Hviderussisk 0,1%

## Kendte personer fra Donetsk
| - Viktor Janukovitj (Ukraines præsident 2010-2014) - Sergij Arbuzov (Ukraines premierminister jan.-febr. 2014) - Mykola Azarov (Ukraines premierminister marts 2010-jan. 2014) | - Volodimir Ribak (Formand for Verkhovna Rada dec. 2012-feb. 2014) - Petro Simonenko (Formand for Ukraines Kommunistiske Parti) - Igor Sorkin (Formand for Ukraines nationalbank jan. 2013–febr. 2014) | - Rinat Akhmetov (Oligark) - Nikita Khrusjtjov (Genralsekretær for Sovjetunionens kommunistiske parti 1953–1964) - Pavel Gubarev (Selvudnævnt "Folkets guvernør" i Donetsk-regionen marts 2014) |

## Venskabsbyer
Donetsk er venskabsby med:
| - Bochum, Tyskland - Charleroi, Belgien - Katowice, Polen - Kutaisi, Georgien | - Moskva, Rusland - Narva, Estland - Pittsburgh, USA - Rostov ved Don, Rusland | - Sheffield, Storbritannien - Taranto, Italien - Vilnius, Litauen - Baku, Aserbajdsjan | - Matagalpa, Nicaragua |